# Гуска (притока Білки)
Гу́ска — річка в Київській і Житомирській областях України. Права притока річки Білка. Протяжність 14 км., площа басейну 39 км².
Гуска бере витік з болотистої місцевості поблизу села Борівка. Своєю течією проходить лісовим ландшафтом, після чого впадає в річку Білка за 1 км на південь від однойменного села. У середній течії проходить через село Комарівка, яке розташоване по обидва береги річки. Абсолютна відмітка дзеркала води в місці впадіння знаходиться на висоті близько 144 м над рівнем моря. 
Притоки: Висохла (ліва). 